# Pancrudo
Pancrudo is een gemeente in de Spaanse provincie Teruel in de regio Aragón met een oppervlakte van 100,12 km². Pancrudo telt 116 inwoners (1 januari 2016).
De huidige burgemeester is Manuel Tolosa Sancho van de Partido Socialista Obrero Español.

## Demografische ontwikkeling
Bron: INE, 1857-2011: volkstellingen
Opm.: In 1970 werden de gemeenten Cervera del Rincón en Cuevas de Portalrubio aangehecht; in 1973 werd Portalrubio aangehecht